# Систематизация в Румынии
Систематизация (рум: Sistematizarea) — программа городского планирования в Румынии, проводившаяся Коммунистической партией Румынии под руководством Николае Чаушеску.

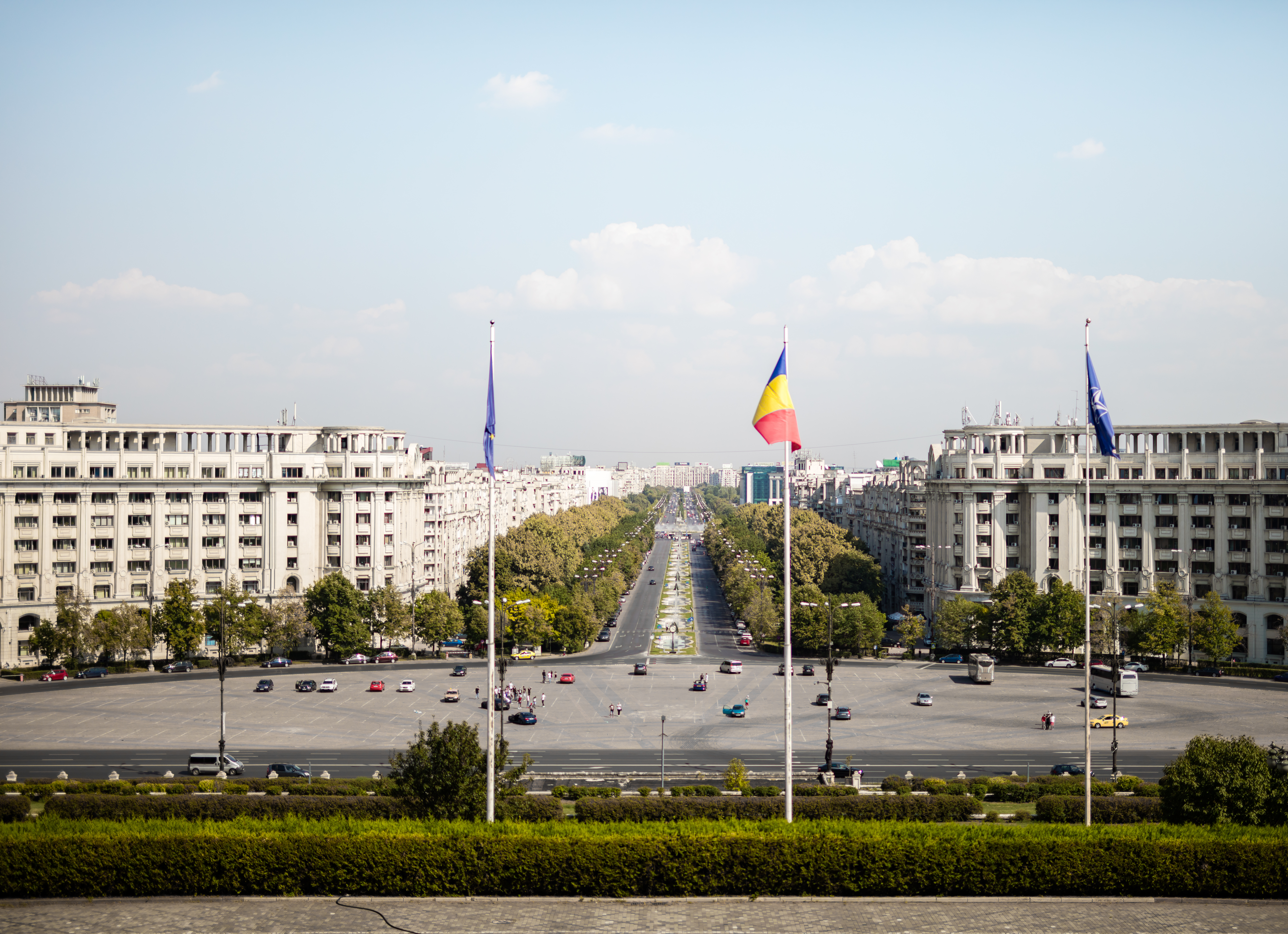
Городской Центр, Бухарест

Чаушеску вдохновлялся примером идеологической мобилизации масс Северной Кореи, а также идеями чучхе, с которыми он ознакомился во время поездки по восточной Азии в 1971 году. Вскоре после этого он издал свои июльские тезисы.
Начавшись в 1974, систематизация заключалась преимущественно в частичном или полном разрушении и перестройке всех хуторов, деревень, больших и малых городов в стране, при этом основной целью было заявлено превращение Румынии во «всесторонне развитое социалистическое государство».

## Реакция
Систематизация, особенно в части сноса исторических церквей и храмов, вызвала протест у ряда стран, таких как Венгрия и ФРГ, каждая из которых выступала с позиции защиты своих национальных меньшинств в Трансильвании. Несмотря на их недовольство, Чаушеску оставался в сравнительно хороших отношениях с США и другими западными странами практически до падения своего режима, в основном за счет того, что его относительно независимая политика делала его удобным партнёром в противостоянии СССР в холодной войне.